# 2028 Janequeo
Janequeo (asteróide 2028) é um asteróide da cintura principal, a 2,0386063 UA. Possui uma excentricidade de 0,1122953 e um período orbital de 1 271,13 dias (3,48 anos).
Janequeo tem uma velocidade orbital média de 19,65442391 km/s e uma inclinação de 7,94913º.
Esse asteróide foi descoberto em 18 de Julho de 1968 por Carlos Torres.